# Atletismo nos Jogos Pan-Americanos de 1955 - 10000 m masculino
A prova dos 10000 m masculino nos Jogos Pan-Americanos de 1955 foi realizada na Cidade do México, México.

## Medalhistas
| Ouro                         | Prata                      | Bronze                 |
| Osvaldo Suárez ARG Argentina | Vicente Sánchez MEX México | Jaime Correa CHI Chile |

## Resultados
| Posição           | Nome                | Nacionalidade | Tempo   | Notas |
| ----------------- | ------------------- | ------------- | ------- | ----- |
| Medalha de ouro   | Osvaldo Suárez      | ARG Argentina | 32:42.6 |       |
| Medalha de prata  | Vicente Sánchez     | MEX México    | 33:00.4 |       |
| Medalha de bronze | Jaime Correa        | CHI Chile     | 33:42.6 |       |
| 4                 | Francisco Hernández | MEX México    | 33:49.8 |       |
| 5                 | Cruz Serrano        | MEX México    | 34:35.6 |       |
| 6                 | Doroteo Flores      | GUA Guatemala | 35:10.8 |       |
| 7                 | Guillermo Rojas     | GUA Guatemala | N/D     |       |
| 8                 | Matías Vallejos     | PAR Paraguai  | N/D     |       |